# James Ward (psycholog)
James Ward (ur. 27 stycznia 1843, zm. 4 marca 1925) – brytyjski psycholog i filozof, przedstawiciel brytyjskiego idealizmu
. Pod wpływem idei Gottfrieda Leibniza stworzył idealistyczną koncepcję świata jako systemu rozwijających się monad duchowych, związanych pomiędzy sobą wzajemnymi postrzeżeniami.